# Primer ministre de Macedònia del Nord
El Primer ministre de la República de Macedònia del Nord és el cap del poder executiu de Macedònia del Nord. Aquesta és la llista dels caps de govern de la República de Macedònia del Nord des de 1943 fins ara.

## Llista de caps de govern

### República Socialista de Macedònia(1943-1991)

#### Ministre per Macedònia (part del govern iugoslau)
- Emanuel Cuckov (7 de març de 1945 - 1945)

#### Prime Minister
- Lazar Koliševski (16 d'abril de 1945 - 1953)

#### Chairmen of the Executive Council
- Lazar Koliševski (1953 - desembre de 1953)
- Ljupco Arsov (desembre de 1953 - 1961)
- Aleksandar Grlickov (1961 - 1965)
- Nikola Mincev (1965 - 1968)
- Ksente Bogoev (1968 - març de 1974)
- Blagoja Popov (març de 1974 - 29 d'abril de 1982)
- Dragoljub Stavrev (29 d'abril de 1982 - juny de 1986)
- Gligorije Gogovski (juny de 1986 - 27 de gener de 1991)

### República de Macedònia/Macedònia del Nord(1991-ara)

#### Primers Ministres
| Primer ministre     | Pren possessió         | Deixa el càrrec        | Partit polític                    |
| ------------------- | ---------------------- | ---------------------- | --------------------------------- |
| Nikola Kljusev      | 27 de gener de 1991    | 17 d'agost de 1992     | Sense partit                      |
| Branko Tsrvènkovski | 17 d'agost de 1992     | 30 de novembre de 1998 | Unió Socialdemòcrata de Macedònia |
| Ljubco Georgievski  | 30 de novembre de 1998 | 1 de novembre de 2002  | VMRO–DPMNE                        |
| Branko Tsrvènkovski | 1 de novembre de 2002  | 12 de maig de 2004     | Unió Socialdemòcrata de Macedònia |
| Radmila Šekerinska  | 12 de maig de 2004     | 2 de juny de 2004      | Unió Socialdemòcrata de Macedònia |
| Hari Kostov         | 2 de juny de 2004      | 18 de novembre de 2004 | Sense partit                      |
| Radmila Šekerinska  | 18 de novembre de 2004 | 17 de desembre de 2004 | Unió Socialdemòcrata de Macedònia |
| Vlado Bučkovski     | 17 de desembre de 2004 | 27 d'agost de 2006     | Unió Socialdemòcrata de Macedònia |
| Nikola Gruevski     | 27 d'agost de 2006     | 18 de gener de 2016    | VMRO–DPMNE                        |
| Emil Dimitriev      | 18 de gener de 2016    | 31 de maig de 2017     | VMRO–DPMNE                        |
| Zoran Zaev          | 31 de maig de 2017     | en càrrec              | Unió Socialdemòcrata de Macedònia |